# Лісове (Кропивницький район)
Лісове — селище в Олександрівській селищній громаді Кропивницького району Кіровоградської області. Розташоване в межах Червоно-Нерубайського лісового масиву. Населення 1,2 тис. мешканців. 
Від станції Цибулеве Одеської залізниці до поселення прокладено залізничну колію. До районного та обласного центрів прокладені дороги з твердим покриттям.

## Історія
Засноване в 60-х роках XX століття як військове містечко Кіровоград-25. Військова частина № 14427, яка виконувала завдання з ядерно-технічного забезпечення Збройних Сил СРСР, була сформована в травні 1960 року в підпорядкуванні військової частини № 31600.
У серпні 1993 року військова частина № 14427 увійшла до складу Збройних сил України та була підпорядкована Центру адміністративного управління військами стратегічних ядерних сил. У цей період частина займалася виконанням тристороннього договору з ліквідації ядерної зброї на території України. У жовтні 1997 року частина перейшла до підпорядкування Головному ракетно-артилерійському управлінню озброєння Міністерства оборони України. Військова частина № А0981 сформована 1 березня 1999 року на базі військової частини № 14427, на підставі директиви Міністра оборони України від 21 квітня 1998 року № Д-115/1/0/61.
12 січня 2008 року Кіровоградська обласна рада віднесла населений пункт до категорії селищ. 3 червня 2008 року поселенню присвоєно назву селище Лісове. 25 липня 2008 року Кіровоградська обласна рада віднесла селище Лісове до категорії селищ міського типу і утворила Лісівську селищну раду.

## Житлово-комунальна і соціально-культурна сфера
Селище має автономну структуру забезпечення життєдіяльності населення і власну житлово-комунальну і соціально-культурну сферу. Тут розташовано 37 житлових будинків (з них 14 чотириповерхових, 1 двоповерховий, 22 одноповерхових), 8 об'єктів соціально-культурної сфери, зокрема: школа, дитячий садок, їдальня, будинок офіцерів, військовий лазарет, лазня, пральня, магазини, поштове відділення, а також 15 об'єктів комунального призначення, інженерні мережі.